# Cassius Stanley
Cassius Jerome Stanley (Los Ángeles, California; 18 de agosto de 1999) es un baloncestista estadounidense que pertenece a la plantilla del ESSM Le Portel de la LNB Pro A francesa. Con 1,96 metros de estatura, juega en la posición de escolta.

## Trayectoria deportiva

### Universidad
Tras participar en su etapa de instituto en el prestigioso Jordan Brand Classic, jugó una temporada con los Blue Devils de la Universidad de Duke, en las que promedió 12,6 puntos, 4,9 rebotes y 1,0 asistencias por partido. Al término de la misma, fue incluido en el mejor quinteto de novatos de la Atlantic Coast Conference.
El 7 de abril de 2020 anunció que renunciaba a los tres años de universidad que le quedaban, presentándose al Draft de la NBA.

#### Estadísticas
| Año     | Equipo | PJ | PT | MPP  | %TC  | %3P  | %TL  | RPP | APP | ROB | TPP | PPP  |
| ------- | ------ | -- | -- | ---- | ---- | ---- | ---- | --- | --- | --- | --- | ---- |
| 2019–20 | Duke   | 29 | 29 | 27.4 | .474 | .360 | .733 | 4.9 | 1.0 | .7  | .7  | 12.6 |

### Profesional
Fue elegido en la quincuagésimo cuarta posición del Draft de la NBA de 2020 por los Indiana Pacers. El 29 de noviembre los Pacers le firmaron un contrato dual que le permite jugar además en su filial de la G League, los Fort Wayne Mad Ants.
El 28 de septiembre de 2021, Stanley firmó con los Detroit Pistons, pero fue cortado el 16 de octubre. Fue agregado a los Motor City Cruise días después.
El 25 de diciembre, firmó un contrato de 10 días con los Detroit Pistons. El 4 de enero fue readquirido por los Cruise, pero cuatro días después firmó otro contrato de diez días con los Pistons. El 18 de enero regresa nuevamente a la G League, pero los Pistons le firman un tercer contrato de diez días el 21 de enero.
En septiembre de 2023 firma por el Hapoel Afula B.C. de la Ligat ha'Al de Israel.
El 27 de octubre de 2024 se unió a los Valley Suns de la G-League.
El 9 de abril de 2025 firmó con el ESSM Le Portel de la LNB Pro A francesa.

## Estadísticas de su carrera en la NBA

### Temporada regular
| Año     | Equipo  | PJ | PT | MPP  | %TC  | %3P  | %TL   | RPP | APP | ROB | TPP | PPP |
| ------- | ------- | -- | -- | ---- | ---- | ---- | ----- | --- | --- | --- | --- | --- |
| 2020-21 | Indiana | 24 | 0  | 3.9  | .302 | .231 | .778  | .8  | .0  | .0  | .1  | 1.5 |
| 2021-22 | Detroit | 9  | 1  | 17.2 | .413 | .235 | 1.000 | 2.1 | .4  | .6  | .2  | 5.8 |
| Total   | Total   | 33 | 1  | 7.5  | .360 | .233 | .895  | 1.2 | .2  | .2  | .1  | 2.7 |